# Karl Jedek
Karl Jedek (15. října 1853 Spitz an der Donau – 22. listopadu 1940 Spitz an der Donau) byl rakouský křesťansko sociální politik, na počátku 20. století poslanec Říšské rady, v poválečném období poslanec rakouské Národní rady.

## Biografie
Vychodil národní školu a prodělal soukromé vyučování. Působil jako obchodník se dřevem v rodném Spitz an der Donau. Byl veřejně aktivní. Již v roce 1879 byl zvolen do obecního výboru v Spitz an der Donau a v letech 1888–1891 a 1896–1919 byl starostou obce. Angažoval se v Křesťansko sociální straně Rakouska. V letech 1902–1932 byl poslancem Dolnorakouského zemského sněmu. Byl rovněž členem zemské zemědělské rady a komise pro regulaci Dunaje. Profiloval se jako obhájce zájmů zemědělců a živnostníků. Předsedal selské komoře v domovském Spitzu, byl zde také spoluzakladatelem a ředitelem záložny a roku 1906 patřil mezi zakládající členy dolnorakouského zemědělského spolku. Zasloužil se o rozvoj průmyslu a dopravní sítě ve svém regionu.
Na počátku 20. století se zapojil i do celostátní politiky. Ve volbách do Říšské rady roku 1907, konaných poprvé podle všeobecného a rovného volebního práva, získal mandát v Říšské radě (celostátní zákonodárný sbor) za obvod Dolní Rakousy 62. Usedl do poslanecké frakce Křesťansko-sociální sjednocení. Mandát obhájil za týž obvod i ve volbách do Říšské rady roku 1911 a byl členem klubu Křesťansko-sociální klub německých poslanců. Ve vídeňském parlamentu setrval až do zániku monarchie.Profesně byl k roku 1911 uváděn jako starosta a obchodník se dřevem.
Po válce zasedal v letech 1918–1919 jako poslanec Provizorního národního shromáždění Německého Rakouska (Provisorische Nationalversammlung).